# Dumitru Alaiba
Dumitru Alaiba (ur. 14 kwietnia 1982 w Stoicani, rejon Soroca) – mołdawski polityk i menedżer, deputowany, w latach 2022–2023 minister ekonomii, od 2023 wicepremier oraz minister rozwoju ekonomicznego i cyfryzacji.

## Życiorys
Ukończył finanse i bankowość na Akademii Studiów Ekonomicznych w Kiszyniowie (2004), przez rok studiował zarządzanie projektami na Uniwersytecie Nauk Stosowanych w Rovaniemi (2004–2005). Przez kilka lat zatrudniony w Finlandii, Austrii i na Łotwie jako menedżer projektów i specjalista ds. rozwoju biznesu. Pomiędzy 2009 a 2016 pracował w kancelarii premiera i w radzie ekonomicznej przy premierze, odpowiadając za reformy i planowanie strategiczne. W kolejnych latach działał jako konsultant przy projektach międzynarodowych. Został także założycielem dwóch małych przedsiębiorstw i organizacji antykorupcyjnej CPR Moldova.
Przystąpił do Partii Akcji i Solidarności, z jej listy w 2019 i 2021 wybierano go do Parlamentu Republiki Mołdawii z okręgu obejmującego diasporę z Ameryki Północnej. W listopadzie 2022 został ministrem ekonomii w rządzie Natalii Gavrilițy. W lutym 2023 objął stanowisko wicepremiera oraz ministra rozwoju ekonomicznego i cyfryzacji w rządzie Dorina Receana.